# AG2R La Mondiale/2010
Deze pagina geeft een overzicht van de wielerploeg AG2R-La Mondiale in  2010.

## Algemeen
Sponsors: AG2R, La Mondiale
Algemeen manager: Vincent Lavenu
Ploegleiders: Laurent Biondi, Didier Jannel, Julien Jurdie, Artūras Kasputis en Gilles Mas
Fietsmerk: Kuota

## Renners
| Naam                | Geboortedatum | Nationaliteit | Ploeg 2009                  |
| ------------------- | ------------- | ------------- | --------------------------- |
| José Luis Arrieta   | 15-06-1971    | Spanje        |                             |
| Julien Bérard       | 27-07-1987    | Frankrijk     | elite                       |
| Guillaume Bonnafond | 23-06-1987    | Frankrijk     |                             |
| Maxime Bouet        | 03-11-1986    | Frankrijk     | Agritubel                   |
| Dimitri Champion    | 06-09-1983    | Frankrijk     | Bretagne-Schuller           |
| Cyril Dessel        | 29-11-1974    | Frankrijk     |                             |
| Hubert Dupont       | 13-11-1980    | Frankrijk     |                             |
| Aleksandr Efimkin   | 02-12-1981    | Rusland       |                             |
| Vladimir Jefimkin   | 02-12-1981    | Rusland       |                             |
| Martin Elmiger      | 29-09-1979    | Zwitserland   |                             |
| John Gadret         | 22-04-1979    | Frankrijk     |                             |
| Ben Gastauer        | 14-11-1987    | Luxemburg     | Chambéry Cyclisme Formation |
| Kristof Goddaert    | 21-11-1986    | België        | Topsport Vlaanderen         |
| Sébastien Hinault   | 11-02-1974    | Frankrijk     |                             |
| Blel Kadri          | 03-09-1986    | Frankrijk     |                             |
| Joeri Krivtsov      | 07-02-1979    | Oekraïne      |                             |
| David Le Lay        | 30-12-1979    | Frankrijk     | Agritubel                   |
| Julien Loubet       | 11-01-1985    | Frankrijk     |                             |
| René Mandri         | 20-01-1984    | Estland       |                             |
| Lloyd Mondory       | 26-04-1982    | Frankrijk     |                             |
| Rinaldo Nocentini   | 25-09-1977    | Italië        |                             |
| Anthony Ravard      | 28-09-1983    | Frankrijk     | Agritubel                   |
| Christophe Riblon   | 17-01-1981    | Frankrijk     |                             |
| Nicolas Roche       | 03-07-1984    | Ierland       |                             |
| Nicolas Rousseau    | 16-03-1983    | Frankrijk     |                             |
| Gatis Smukulis      | 15-04-1987    | Letland       |                             |
| Ludovic Turpin      | 22-03-1975    | Frankrijk     |                             |
| Tadej Valjavec      | 14-03-1977    | Slovenië      |                             |

## Belangrijkste overwinningen
| Ronde van Gabon 2e etappe: Julien Loubet 3e etappe: Nicolas Rousseau Ronde van de Middellandse Zee Eindklassement: Rinaldo Nocentini Ronde van de Haut-Var 1e etappe: Rinaldo Nocentini Les Boucles du Sud Ardèche Winnaar: Christophe Riblon | Ronde van de Sarthe 2e etappe: Anthony Ravard 5e etappe: Anthony Ravard Vierdaagse van Duinkerke 4e etappe: Martin Elmiger Eindklassement: Martin Elmiger Route du Sud Etappe 2a: Blel Kadri Nationale kampioenschappen Zwitserland - weg: Martin Elmiger | Ronde van Frankrijk 14e etappe: Christophe Riblon Ronde van Wallonië 3e etappe: Kristof Goddaert Ronde van de Ain 3e etappe Maxime Bouet Ronde van Poitou-Charentes 3e etappe: Anthony Ravard Châteauroux Classic de l'Indre Winnaar: Anthony Ravard |

2000 · 2001 · 2002 · 2003 · 2004 · 2005 · 2006 · 2007 · 2008 · 2009 · 2010 · 2011 · 2012 · 2013 · 2014 · 2015 · 2016 · 2017 · 2018 · 2019 · 2020 · 2021 · 2022 · 2023 · 2024 · 2025
AG2R-La Mondiale · Astana · Caisse d'Epargne · Euskaltel-Euskadi · Footon-Servetto-Fuji · Française des Jeux · Team Garmin-Transitions · Team HTC-Columbia · Katjoesja · Lampre-Farnese Vini · Liquigas-Doimo · Team Milram · Omega Pharma-Lotto · Quick·Step · Rabobank · Team RadioShack · Team Saxo Bank · Team Sky